# Microdorvillea otagensis
Microdorvillea otagensis är en ringmaskart som beskrevs av Westheide och Von Nordheim 1985. Microdorvillea otagensis ingår i släktet Microdorvillea och familjen Dorvilleidae.
Artens utbredningsområde är havet kring Nya Zeeland. Inga underarter finns listade i Catalogue of Life.